# Martha Adema
Martha Adema, po mężu Martini-Adema (ur. 16 sierpnia 1922 w Amsterdamie, zm. 18 października 2007 w Hoofddorp) – holenderska lekkoatletka, sprinterka, mistrzyni Europy z 1946.
Zdobyła złoty medal w sztafecie 4 × 100 metrów na mistrzostwach Europy w 1946 w Oslo. Sztafeta holenderska biegła w składzie: Gerda Koudijs, Nettie Timmer, Adema i Fanny Blankers-Koen.
Jej siostra bliźniaczka Janny (1922–1981) również była lekkoatletką sprinterką, mistrzynią Holandii w biegu na 100 metrów w 1941.